# Mops (rasa psa)

Mops jako luksusowy towarzysz arystokratki na Portrecie markizy de Pontejos Goi, z 1786

Mops – rasa psa należąca do grupy psów do towarzystwa, zaklasyfikowana do sekcji średnich  psów molosowatych. Typ dogowaty. Nie podlega próbom pracy.

## Rys historyczny
W historii mopsa można znaleźć różne hipotezy pochodzenia jego przodków. Najbardziej wiarygodna (według Veldhuisa) jest teoria, mówiąca o przybyciu mopsa z Chin szlakiem jedwabnym. Ta rasa, jak donoszą historycy i archeolodzy, mogła być tworzona nawet przez 1000 lat w obrębie Dworu Chińskiego. Odkrywane są szkielety mopsów w starożytnych grobowcach z niemalże każdej dynastii. Do wojen opiumowych (XIX wiek) mopsy, jak i inne chińskie rasy miniaturowe, mogli posiadać tylko przedstawiciele dworu cesarskich Chin. Za hodowlę poza murami pałacu groziła kara śmierci. Te psy pozostawały przez setki lat tajemnicą zarówno dla świata, jak i samych Chińczyków. Sytuację zmieniły dopiero liczne potyczki wojskowe (w tym wyżej wspomniana wojna) oraz kontakty handlowe brytyjsko-chińskie, dzięki którym Brytyjczycy weszli w posiadanie chińskich małych psów do towarzystwa. W tym okresie zaistniała moda na tego typu psy, które były w posiadaniu m.in. królowej angielskiej.

## Wygląd

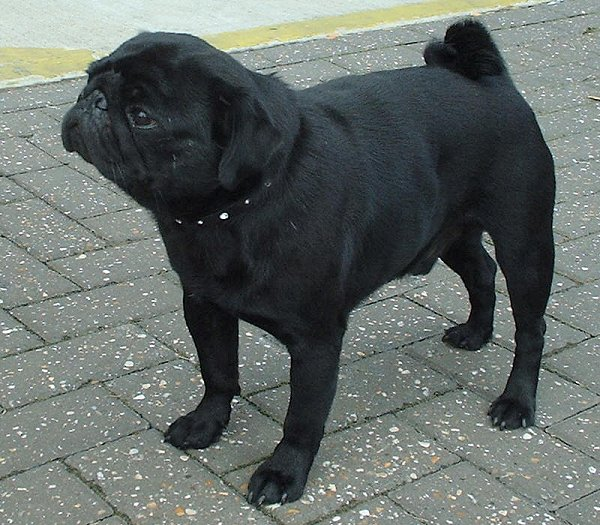
Mops o czarnym umaszczeniu

### Budowa
Mops posiada krępe, zwarte ciało. Umięśnione ciało pokryte jest luźniejszą skórą, tworzącą fałdy, nie należy jednak mylić takiego wyglądu z nadwagą.

### Kufa
Wzorzec tej rasy opisuje kufę jako "krótką, tępą i kwadratową". Czoło powinno posiadać zmarszczki. Nad czarnym nosem wyraźna fałda, która nie może go zasłaniać i utrudniać oddychania.

### Oczy
Oczy są duże, ciemne i okrągłe. Nie mogą być wyłupiaste, ogromne, ani ukazywać białkówki przy patrzeniu do przodu.

### Uszy
Ciemne, trójkątne i zwisające. W dotyku są gładkie, aksamitne. Atlas psów wyróżnia dwa typy uszu:
- „różyczkowe” – małe, zwisające, załamane i odchylone do tyłu, uwidaczniając wnętrze ucha,

- „w kształcie guzika” – załamane ku przodowi, końce przylegają do czaszki i zakrywają wnętrze ucha[6].

### Szata i umaszczenie
Sierść powinna być delikatna, gładka, miękka i błyszcząca - nie może być ani twarda, ani wełnista.  Wzorzec rasy wyróżnia cztery umaszczenia - srebrne, brzoskwiniowe, płowe i czarne. Mops posiada również charakterystyczne elementy - pręga grzbietowa (czarna linia, biegnąca od potylicy do ogona), maska (pysk),  „pieprzyki” na obu policzkach, „odcisk kciuka” („diament”) na czole - wszystkie tak czarne jak to możliwe.

## Zachowanie i charakter
Pies tej rasy jest kontaktowy, towarzyski i ufny. Młode psy są energiczne i skore do zabawy. Jest inteligentny i szybko się uczy. Rasa charakteryzuje się dużą upartością. Do wykonywania poleceń najłatwiej zmotywować mopsa nagrodą w postaci smakołyku. Szybko przystosowuje i przywiązuje się do swojej rodziny. Spośród członków rodziny wybiera jedną osobę, której nieprzerwanie będzie chciał towarzyszyć. Jako cierpliwa i łagodna rasa nadaje się także dla rodzin z dziećmi. Psy te źle znoszą długotrwałą samotność.

## Użytkowość
Mops jest typowym psem do towarzystwa.

## Zdrowie i pielęgnacja
Mopsy należą do grup psów brachycefalicznych (z krótkim pyskiem i spłaszczoną kufą), przez co narażone są na wiele chorób i wymagają szczególnej opieki. Z powodu specyficznej budowy ciała często cierpią na choroby serca, urazy kręgosłupa i przepuklinę pachwinową. Ze względu na zredukowaną kufę spotyka się u tej rasy problemy z oddychaniem oraz z gałkami ocznymi (za bardzo wystającymi z czaszki).
Ważne jest częste oczyszczanie fafli mopsa, by zapobiec dość częstemu problemowi występowania grzybicy w jego "zmarszczkach".
Dysplazja stawu biodrowego dotyka 68,7% mopsów według Orthopedic Foundation for Animals. Jest to druga ze 173 przebadanych ras, która najczęściej zapada na tę chorobę.
W 2016 roku Brytyjskie Stowarzyszenie Weterynaryjne zaapelowało, by ze względu na obciążenia chorobami i dobro psów nie podejmować pochopnie decyzji o zakupie takiego zwierzęcia. 
Jest dobrze przystosowany do życia w małym mieszkaniu, nie wymaga wielogodzinnych spacerów na świeżym powietrzu.
Ze względu na poważne problemy zdrowotne, z jakimi zmagają się psy tej rasy, Holandia zakazała w 2019 roku ich hodowli.

## Pozostałe informacje
W XVIII wieku jedno z towarzystw należących do loży masońskich założyło zakon na ziemiach niemieckich, którego symbolem stał się mops. Pies ten był postrzegany przez członków tego stowarzyszenia jako uosobienie zaufania i wierności. W 1745 roku oficjalnie powstał w Norymberdze Zakon Mopsów, do którego najczęściej należeli ewangeliccy szlachcice.
Maskotką miasta Brandenburg nad Hawelą jest "mops leśny" (Waldmops) - mops z malutkim porożem jelenia, bohater serii komiksów autorstwa Vicco von Bülowa. W mieście znajdują się liczne spiżowe figurki "mopsów leśnych".